# Slavko Petrović (Fußballspieler)

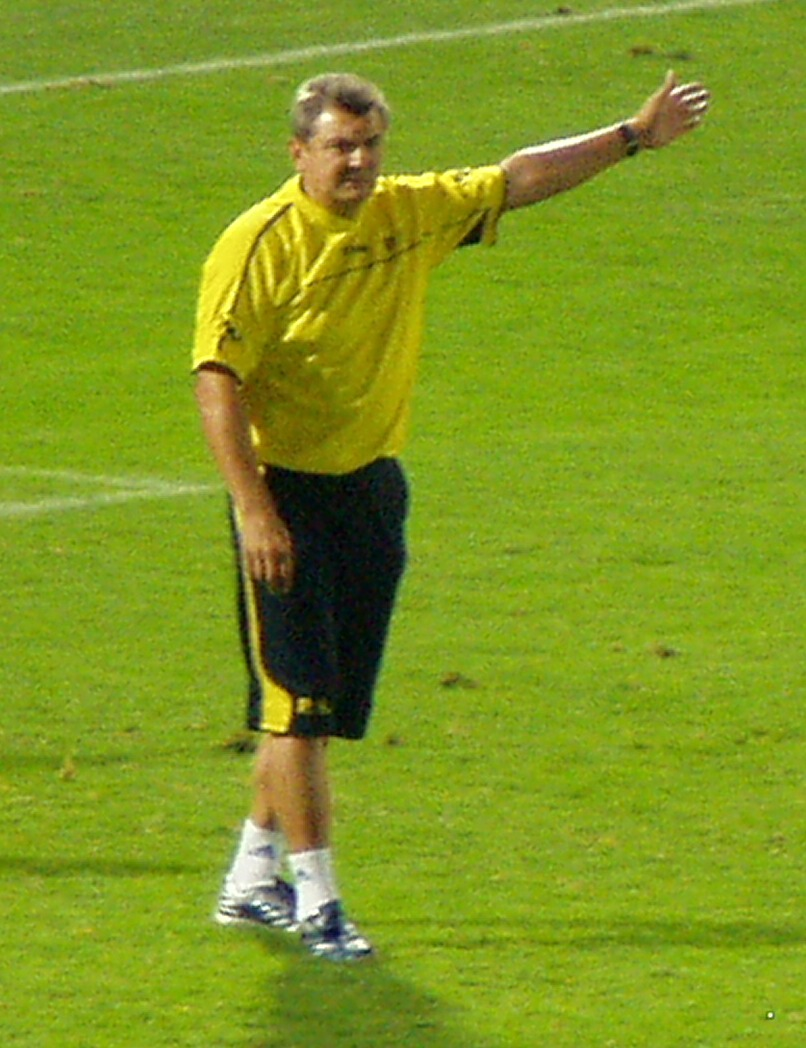
Slavko Petrović

Slavko Petrović (* 10. August 1958 in Belgrad) ist ehemaliger jugoslawischer Fußballtorhüter und aktiver Fußballtrainer.
Der aus dem ehemaligen Jugoslawien stammende Petrović stand während seiner aktiven Fußballerkarriere sieben Mal im Tor der Nationalmannschaft seines Heimatlandes und wurde mit Roter Stern Belgrad (von 1972 bis 1979) zweimal jugoslawischer Meister und Pokalsieger. Nach dem verlorenen UEFA-Pokalfinale 1979 gegen Borussia Mönchengladbach verließ er Belgrad und wechselte zu Fortuna Düsseldorf (1979/1980) nach Deutschland. Über die weiteren Stationen Rot-Weiss Essen (1980/1981), Wormatia Worms (1981/1982), Olympia Lampertheim (1982–1987) und TSV Amicitia Viernheim (1987–1990) beendete er seine aktive Karriere.
Am Beginn seiner nun folgenden Trainerkarriere betreute er den FC Alemannia Groß-Rohrheim (1992–1996) und Amicitia Viernheim (1996–1997), bevor er als Co-Trainer beim Karlsruher SC (1997/1998) im professionellen Fußball Fuß fasste. Seinen ersten höherklassigen Cheftrainer-Posten übernahm er 1998 beim SV Darmstadt 98 in der Oberliga Hessen. Hier gelang ihm der Gewinn der Meisterschaft und damit der Wiederaufstieg der „Lilien“ in die Regionalliga Süd. Nach seiner Entlassung im Oktober 1999 übernahm Petrović einen Monat später das Traineramt beim damaligen Nordost-Regionalligisten FC Carl Zeiss Jena. Er erreichte in der Saison 1999/2000 einen 4. Platz, wurde jedoch im Mai 2001 entlassen, als der Abstieg von Carl Zeiss Jena feststand. Es folgten Engagements als Trainer bei Fortuna Düsseldorf (7/2002–5/2003) und dem SV Waldhof Mannheim (1/2005–12/2005). 
In der Saison 2007/08 war Slavko Petrović Trainer beim ungarischen Erstligisten Zalaegerszegi TE FC. Ab der Saison 2010/2011 trainierte er den serbischen Traditionsverein FK Borac Čačak und ab der Saison 2011/2012 FK Rad Belgrad und wieder FK Borac Čačak. In der bosnischen Premijer Liga trainierte er bereits diverse Vereine, darunter den FK Radnik Bijeljina, FK Željezničar Sarajevo und den FK Sloboda Tuzla.